# Lodi, Kalifornien
Lodi är en stad (city) i San Joaquin County, i delstaten Kalifornien, USA. Enligt United States Census Bureau har staden en folkmängd på 63 133 invånare (2011) och en landarea på 35,3 km².